# Bengt Ohlson (riksspelman)
För andra betydelser, se Bengt Olsson.
Bengt Ohlson, även kallad Pålers Bengt Ohlson (efter en anfader till hans farmor), folkbokförd Bengt Olof Olsson, född 24 maj 1931 i Bjuråkers församling, Gävleborgs län, död 19 januari 2013 i Hedemora-Garpenbergs församling, Dalarnas län, var en svensk riksspelman. Ohlson var i många år yrkeslärare i träteknik i Hedemora.

## Biografi
Han var uppväxt i Bjuråker i Hälsingland. Som ung spelade han mest dragspel men lyssnade även på storspelmännen i Bjuråker och Delsbo. Bengt Ohlson gifte sig med en släkting till den kände spelmannen Thore Härdelin och tillsammans fick de en dotter. Äktenskapet upplöstes och Bengt Ohlson blev i början av 1990-talet sambo med folkdansaren Karin Porling.
Bengt Ohlson började spela fiol åt folkdansare på allvar 1964 tillsammans med bland annat riksspelmannen Udd Axel Johansson från Garpenberg när Bengt Ohlson med familj flyttat till Hedemora. I Garpenberg fanns vid den här tiden även folkskolläraren Johan Larsson som tillsammans med bland andra Ingvar Norman och Göran och Inger Karlholm på 1950- och 1960-talen gjorde ett omfattande uppteckningsarbete av polskedanser. De tre var mycket viktiga för att det kom igång årliga uppdansningar iför en jury av polskedanser från olika socknar där deltagarna tilldelats polskemärken av olika valörer.
Under mer än 40 år spelade Bengt Ohlson nästan varje vecka åt Svenska Folkdansringen i Säter, Garpenberg eller Hedemora. När Ohlson var som mest aktiv spelade han regelbundet på mer än ett ställe i veckan och dessutom på hundratals kurser i olika polskor och andra folkdanser i Dalarna och angränsande landskap, ofta tillsammans med dansledaren Ragnar "Ragge" Eriksson från Säter. Som spelman och dansledare höll de under mer än 30 år kurser i bland annat hambopolska från Södra Dalarna, polska från Södra Dalarna, olika äldre varianter på schottis och vals och många andra pardanser inbjudna av olika folkdanslag från Malmö i söder till Umeå i norr. Få svenska spelmän i hans generation torde ha spelat polskor till dans så många gånger som Bengt Ohlson gjorde, ofta helt ensam.
Ohlson blev som elev till Ingvar Norman i Säter riksspelman 1976. Under en period var han ordförande för musiksektionen inom Svenska Ungdomsringen i Dalarna (numera Svenska Folkdansringen). Som spelman blev han känd för att vårda traditionen att spela åttondelspolskor från södra Dalarna på gammalt sätt och att polskorna skall spelas på ett sätt som passar till just den dans de är avsedda för, något som han gärna förmedlade till yngre spelmän. Bengt Ohlson använde, åtminstone på äldre dagar, normalt inte helt liggande stråk (som till exempel Per Gudmundson ofta gör) utan använde vanligen ganska korta, halvstudsande stråk nära stråkens balanspunkt; med lite luft mellan tonerna. Bengt Ohlson prioriterade med sitt spelsätt tydliga rytmiska figurer, till exempel bakvända punkteringar, före maximal volym och klang. En etta på en polska från Södra Dalarna kunde inledas med ett mjukt nedstråk som ofta startade strax innan taktstrecket, på den sista tonen i takten innan. Ohlson brukade ofta betona betydelsen av att ta hänsyn polskornas ålder, polskor från början av 1800-talet eller tidigare skall ofta spelas på ett annat sätt än nyare polskor från samma ort. Han jämförde gärna rytmen i äldre polskor från Södra Dalarna med rytmen hos äldre polskor från Orsa; Ohlson såg en tydlig släktskap.
Under senare år ägnade han mycket tid åt att reparera och bygga fioler samt att utöka sitt mycket omfattande digitala arkiv med noter till över 1700 låtar varav en del är egna uppteckningar efter kända spelmän som han träffat. Det utmärkande med Ohlsons notskrift är att den har hans egen andrastämma med signaturen B.O. och hans egna noggrant satta stråkbågar anpassade till den dans som passar. Enligt Ohlson själv var det bara ett förslag, men för den som själv vill spela till dans är det naturligtvis väl använd tid att studera en spelman som spelat så oerhört mycket till dans. De bågar som finns i andra uppteckningar är ofta legatobågar eller bara utsatta på vissa ställen.

## Egna låtar, inspelningar med mera
- Mest spelad av andra av hans egna låtar är troligen en schottis som heter I enklaste laget..[6]
- Riksspelmannen Gunnar Liss gav år 2007 ut en CD med låtar på klarinett där en av Ohlsons gånglåtar finns med
- Sune Thunberg gav år 2005 ut en CD Spelmanslåtar av Edvin Holmberg, Sandviken. Holmberg skickade kassettband till Ohlson som han tolkade till noter, vilket inte var helt enkelt eftersom låtarna vid den tiden inte var helt färdiga, åtminstone inte om man skulle kunna dansa till dem. Efter en hel del bollade mellan sig om detta blev det en slutlig version på noter med Bengt Ohlsons andrastämma och ackordanalys. Denna version byggdes sedan ut med fler instrument av Sune Thunberg. Inför CD-inspelningen övade Holmberg in sina egna låtar utifrån den version i noter som de hade enats om.
- Jans brudmarsch spelad av Ohlson, 2008
- Min mormors danser. DVD-film inspelad av Maria Carlson utgiven av Dalarnas Hembygdsring 2008. Bengt Ohlson och Carola Gullberg spelar till dans, Bengt Ohlson spelar melodistämman. Filmen är en dokumentation av danser som Ragnar "Ragge" Erikssons mormor Johanna Andersson (1875–1945) dansade i Silvbergstrakten på 1890-talet och sedan lärde ut till Ragge Eriksson och hans systrar i slutet på 1930-talet.[7][8]
- Min mormors danser. Noter till musiken på skivan. Dalarnas Hembygdsring, 2008.
- Classon, Elvira / för samtliga dansbeskrivningar svarar Elsa Zetterquist / musiken har nedtecknats av Pålers Bengt Ohlson / redaktör: Gunnar Ternhag , 1988.
- Notskrift och andrastämmor till Bengt Ohlson, Leif Stenberg: Låtar från Silvberg, 2006
- För Svenska Folkdansringen. Svenska Folkdanser del 1. Nyutgåva av den så kallade "Gröna Boken". Bengt har satt stråk för fiol och skrivit förslag till andrastämmor.
- Låtar från Hedemora och Säterbygden Medverkande:  Brodd Leif Andersson, Kurt Grälls, Erik Köpmans, Bengt Ohlson, Olle Wallman fiol, Stefan Westberg klarinett, m.fl. Skivmärke: Wisa WISC 724 (MC ) Inspelningsår: 1990
- 33 låtar från Enviken. Notskrift till kända och okända låtar från Enviken med andrastämma och stråk för fiol. 2010.
- Cirka 1600 låtar med Bengt Ohlsons noter finns i avskrift i Folkwiki – Bengt Ohlson.